# Arminda Aberastury
Arminda Aberastury (Buenos Aires, 24 de septiembre de 1910 - 24 de noviembre de 1972) fue una psicoanalista argentina, pionera del psicoanálisis de niños y adolescentes. Conocida afectuosamente como La Negra, su biografía está ligada a la historia del psicoanálisis de niños en la Argentina y en Latinoamérica. Comenzó de manera autodidacta y más tarde presentó diferencias tanto con Freud como con Anna Freud y Melanie Klein.
En su obra, totalmente original para su tiempo, se destacan: Trastornos emocionales en los niños relacionados con la dentición, la marcha y el lenguaje en relación con la posición depresiva y La fase genital previa. La importancia de la organización genital en la iniciación del complejo de Edipo temprano, ambos editados en Aportaciones al psicoanálisis de niños (1971).

## Biografía
Arminda Aberastury Fernández nació el 29 de abril de 1907 en Buenos Aires, hija de Pedro Aberastury Ribero (1867-1935) y Arminda Emilia Fernández Argüelles (1868-1960), creció en el seno de una familia de intelectuales. Fue hermana del abogado y juez Pedro Aberastury (1905-2001), el psicoanalista Federico Aberastury (1907-1986) y del diplomático Marcelo Aberastury (1909-1975), padre de la artista Gabriela Aberastury. Fue además sobrina paterna del médico Maximiliano Aberastury, y nieta materna del escritor Francisco Fernández (1841-1922).
Se recibió de maestra y de profesora en Ciencias de la Educación, egresada de la Facultad de Filosofía y Letras de la Universidad de Buenos Aires, donde fue docente en la Cátedra de Psicología de la Niñez y de la Adolescencia. 
En 1937 se casa con el psiquiatra Enrique Pichón Rivière quien, con Ángel Garma, será socio fundador de la Asociación Psicoanalítica Argentina (APA) en 1942. Integrante del grupo que creó las bases del psicoanálisis en el país junto a Marie Langer, Alberto Tallaferro, Luisa Gambier Álvarez de Toledo, Luis y Arnaldo Rascovsky, Eduardo Krapf, Celes Ernesto Cárcamo, Simón y Matilde Wencelblat y su hermano el eminente embriólogo y grafólogo Federico Aberastury, entre otros.
Influenciada por el trabajo sobre psicoanálisis infantil de Anna Freud, fue pionera en los métodos de Sophie Morgenstern y en traducir al castellano y luego en mantener correspondencia con la célebre Melanie Klein. Aberastury llegó a ser vista como una "embajadora" de Klein en América Latina.

## Suicidio
En 1965 se vio afectada por una enfermedad de la piel que la desfiguró, por lo que se suicidó en 1972, a la edad de 62 años. Lo hizo tras ingerir una sobredosis de barbitúricos. También sufría mal de Parkinson.

## Legado
La APA instituye en 1973 el Premio Arminda Aberastury al mejor trabajo sobre psicoanálisis con niños y/o adolescentes. También se funda el Instituto di Psicosomatica Psicoanalítica Arminda Aberastury en Perugia, Italia, en 1998 y se denomina con su nombre la Escuela de Educación Especial, así como cada Jornada Anual del Departamento de Niños y Adolescentes “Arminda Aberastury”, celebrada por la Asociación Psicoanalítica Argentina.

## Publicaciones póstumas
- Aberastury, Arminda. Teoría y técnica del psicoanálisis de niños, Paidós.
- Aberastury, Arminda. La adolescencia normal, Paidós.
- Aberastury, Arminda. El niño y sus juegos, Paidós.
- Aberastury, Arminda. La paternidad, Paidós.
- Aberastury, Arminda. Aportaciones al psicoanálisis de niños, Paidós